# Apeadeiro de Reveles
O Apeadeiro de Reveles (nome anteriormente grafado como "Revelles"), é uma interface do Ramal de Alfarelos, que serve a localidade de Reveles, no Distrito de Coimbra, em Portugal.

## Descrição
Esta interface encontra-se no Concelho de Montemor-o-Velho. O abrigo de plataforma situava-se do lado nascente da via (lado esquerdo do sentido descendente, a Bifurcação de Lares).

## História
Esta gare insere-se no lanço entre Amieira e Alfarelos, que entrou ao serviço em 8 de Junho de 1889, pela Companhia Real dos Caminhos de Ferro Portugueses.